# Rio Calamba
O rio Calamba é um curso de água de Angola que faz parte da Vertente Atlântica.